# 舍夫琴科 (錫內利尼科韋區)
48°12′1″N 35°49′34″E / 48.20028°N 35.82611°E
舍夫琴科（羅馬化：Shevchenko）是烏克蘭的村落，位於該國中部第聶伯羅彼得羅夫斯克州，由錫內利尼科韋區負責管轄，2001年人口104，該村落92%居民使用烏克蘭語。